# 長狭郡
- 令制国一覧 > 東海道 > 安房国 > 長狭郡
- 日本 > 関東地方 > 千葉県 > 長狭郡

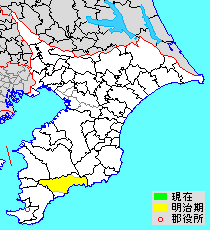
千葉県長狭郡の位置

長狭郡（ながさぐん）は、安房国（千葉県）にあった郡。

## 郡域
1878年（明治11年）に行政区画として発足した当時の郡域は、現在の行政区画では概ね鴨川市の大部分（江見各町および東江見・西江見・四方木を除く）にあたる。
但し、現在の勝浦市南部（旧・興津町に相当する区域）は律令制の頃には本郡に属していた。

## 歴史
長狭郡は律令制以前の長狭国の「長狭」の地名を継承している。

### 古地名
和名類聚抄に8郷が記されているほか、平城京跡出土木簡から川合郷が知られている。比定は日本歴史地名大系による。
壬生（みふ）
旧星ヶ畑村（現鴨川市）美宇を遺名地とする意見がある。壬生部との関連が想定されている。
日置
旧二子村（現鴨川市）比岐を遺名地とし、曾呂川中流から下流にかけてに比定されている。日置部との関連が想定されている。
置津（おきつ）
勝浦市興津を遺名地とし、鴨川市小湊から勝浦市鵜原にかけてに比定されている。
田原（たはら）
かつて田原庄と称したという伝承から、加茂川中流域に比定されている。
酒井（さかい）
鴨川市北風原に「酔酒の井」の伝承があり、加茂川上流から中流にかけてに比定されている。
伴部（ともへ）
旧和泉村（現鴨川市）富部台を遺名地とし、待崎川中流・下流左岸に比定されている。もとは大伴郷であったのを、のちに淳和天皇の諱を避けて伴部と改めたものと考えられている。
賀茂
加茂川下流に比定されている。
丈部（はせつかひ）
旧大幡村（現鴨川市）作壁（作掛）を遺名地とし加茂川最上流域に比定する意見がある。丈部との関連が想定されている。
川合
和名類聚抄に記載がない。詳細は不明だが、加茂川と金山川の合流点近辺に比定する意見がある。

### 近代以降の沿革
- 「旧高旧領取調帳」に記載されている明治初年時点での当郡域の支配は以下の通り。●は村内に寺社領が、○は寺社除地（領主から年貢免除の特権を与えられた土地）が存在。

| 知行         | 知行                   | 村数 | 村名 |
| ------------ | ---------------------- | ---- | --- |
| 幕府領       | 旗本領                 | 35村 | 金束村、上野村、古畑村、大里村、岡波太村、寺門村、●池田村、●池田竹平村、○池田京田村、●○池田坂東村、西野尻村、東野尻村、星ヶ畑村、●川代村、宮野下村、代野村、二子村、西山村、●○太尾村、来秀村、松尾寺村、●上打墨村、下打墨村、上小原村、下小原村、押切村、釜沼村、大幡村、細野村、●○北風原村、吉保大川面村、吉保仲村、●○吉保宮山村、滑谷村、仲居村 |
| 幕府領       | 幕府領・旗本領         | 1村  | ○北小町村 |
| 藩領         | 安房館山藩             | 6村  | 和泉村、●横尾村、●池田太田学村、芝尾村、成川村、花房村 |
| 藩領         | 武蔵岩槻藩             | 8村  | ●内浦村、●天津村、浜荻村、浜波太村、貝渚村、天面村、磯村、横渚村 |
| 藩領         | 館山藩・鶴牧藩         | 2村  | 東条広場村、安波戸村 |
| 幕府領・藩領 | 旗本領・安房船形藩     | 1村  | ●○平塚村 |
| 幕府領・藩領 | 旗本領・上総鶴牧藩     | 2村  | 東条東村、東条西村 |
| 幕府領・藩領 | 旗本領・鶴牧藩・船形藩 | 1村  | 奈良林村 |
| 幕府領・藩領 | 旗本領・館山藩         | 4村  | 中打墨村、南小町村、八色村、佐野村 |
| その他       | 寺社領                 | 2村  | 小湊村、市川村 |

- 慶応4年
  - 船形藩が廃藩。元治元年（1864年）立藩のため、わずか4年での廃藩となった。
  - 7月2日（1868年8月19日） - 船形藩領の全域、幕府・旗本領の大部分（川代村、宮野村、下代野村、二子村、西山村、太尾村、松尾寺村、上打墨村、下打墨村、北風原村の全域、奈良林村、北小町村の各一部を除く）、館山藩領の一部（東条広場村、横尾村、池田太田学村、花房村）、岩槻藩領の一部（浜波太村、磯村、横渚村）、鶴牧藩領の一部（東条西村、東条広場村、奈良林村）が安房上総知県事の管轄となる。また、以降の藩の設置にはすべて旧寺社領、寺社除地も含む。
- 明治初年に以下の変更が行われた。
  - 市川村が内浦村に編入。
  - 「池田」「東条」の冠称を廃止。
- 明治元年
  - 9月21日（1868年8月30日） - 遠江横須賀藩が転封し、安房花房藩となる。
  - また、花房藩の入封にともない、一旦、安房上総知県事の管轄となった区域の一部が花房藩の管轄に変更。館山藩、鶴牧藩、岩槻藩で領地替えが行われ、郡内は1県1藩の管轄となる。村名は幕末時点のもの。

| 知行             | 知行                   | 村数 | 村名 |
| ---------------- | ---------------------- | ---- | --- |
| 政府管轄領       | 安房上総知県事         | 12村 | 岡波太村、浜波太村、池田村、池田太田学村、池田竹平村、池田京田村、池田坂東村、星ヶ畑村、来秀村、南小町村、押切村、仲居村 |
| 藩領             | 花房藩                 | 48村 | 内浦村、小湊村、市川村、天津村、浜荻村、東条東村、東条西村、東条広場村、和泉村、安波戸村、金束村、上野村、古畑村、奈良林村、大里村、貝渚村、天面村、寺門村、横尾村、西野尻村、東野尻村、川代村、宮野下村、代野村、芝尾村、二子村、西山村、太尾村、松尾寺村、上打墨村、下打墨村、上小原村、下小原村、八色村、磯村、横渚村、平塚村、佐野村、釜沼村、大幡村、細野村、北風原村、吉保大川面村、吉保仲村、吉保宮山村、成川村、滑谷村、花房村 |
| 政府管轄領・藩領 | 安房上総知県事・花房藩 | 2村  | 中打墨村、北小町村 |

- 明治2年2月9日（1869年3月21日） - 安房上総知県事が宮谷県となる。
- 明治4年
  - 7月14日（1871年8月29日） - 廃藩置県により、藩領が花房県の管轄となる。
  - 11月14日（1871年12月25日） - 上総国の各県が木更津県に統合。
- 1873年（明治6年）
  - 6月15日 - 木更津県が印旛県に統合して千葉県が発足。
  - 上打墨村、中打墨村、下打墨村が合併して打墨村が成立。
- 1874年（明治7年）
  - 芝尾村が代野村に編入。
  - 横渚村より前原町が分立。
- 1878年（明治11年）11月2日 - 郡区町村編制法の千葉県での施行により、行政区画としての長狭郡が発足。「安房平朝夷長狭郡役所」が安房郡北条村に設置され、安房郡・平郡・朝夷郡とともに管轄。

### 町村制以降の沿革

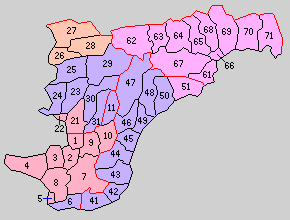
61.太海村 62.大山村 63.吉尾村 64.由基村 65.田原村 66.鴨川町 67.曽呂村 68.西条村 69.東条村 70.天津町 71.湊村 （桃：鴨川市 1 - 11は安房郡 21 - 31は平郡 41 - 51は朝夷郡）

- 1889年（明治22年）4月1日 - 町村制施行により長狭郡に以下の町村が発足。全域が現・鴨川市。（2町9村）
  - 太海村 ← 天面村、西山村、岡波太村、浜波太村、朝夷郡吉浦村、太夫崎村
  - 大山村 ← 平塚村、嶺岡西牧、金束村、古畑村、佐野村、釜沼村、奈良林村
  - 吉尾村 ← 大幡村、北風原村、松尾寺村、寺門村、細野村、横尾村、大川面村、宮山村、仲村
  - 由基村 ← 北小町村、南小町村、成川村、上小原村、下小原村
  - 田原村 ← 池田村、押切村、京田村、太田学村、竹平村、坂東村、川代村、太尾村、来秀村、大里村
  - 鴨川町 ← 前原町、横渚村、貝渚村、磯村
  - 曽呂村 ← 東野尻村、上野村、仲居村、宮野下村、代野村、星ヶ畑村、二子村、西野尻村、嶺岡東牧
  - 西条村 ← 打墨村、粟斗村、花房村、八色村、滑谷村
  - 東条村 ← 広場村、西村、東村、和泉村
  - 天津町 ← 天津村、浜荻村、清澄村
  - 湊村 ← 内浦村、小湊村
- 1897年（明治30年）4月1日 - 郡制の施行により、安房郡・平郡・朝夷郡・長狭郡の区域をもって、改めて安房郡が発足。同日長狭郡廃止。

## 行政
安房平朝夷長狭郡長
特記なき場合『千葉県安房郡誌』による。
| 代 | 氏名       | 就任年月日             | 退任年月日                | 備考 |
| -- | ---------- | ---------------------- | ------------------------- | ---- |
| 1  | 重城保     | 明治11年（1878年）11月 | 明治14年（1881年）2月     |      |
| 2  | 吉田謹爾   | 明治14年（1881年）2月  | 明治28年（1895年）11月    |      |
| 3  | 杉本駿     | 明治28年（1895年）11月 | 明治29年（1896年）8月     |      |
| 4  | 井上如苞   | 明治29年（1896年）8月  | 明治29年（1896年）12月    |      |
| 5  | 宮田保太郎 | 明治29年（1896年）12月 | 明治30年（1897年）3月31日 | 廃官 |